# Soluciones basadas en la naturaleza

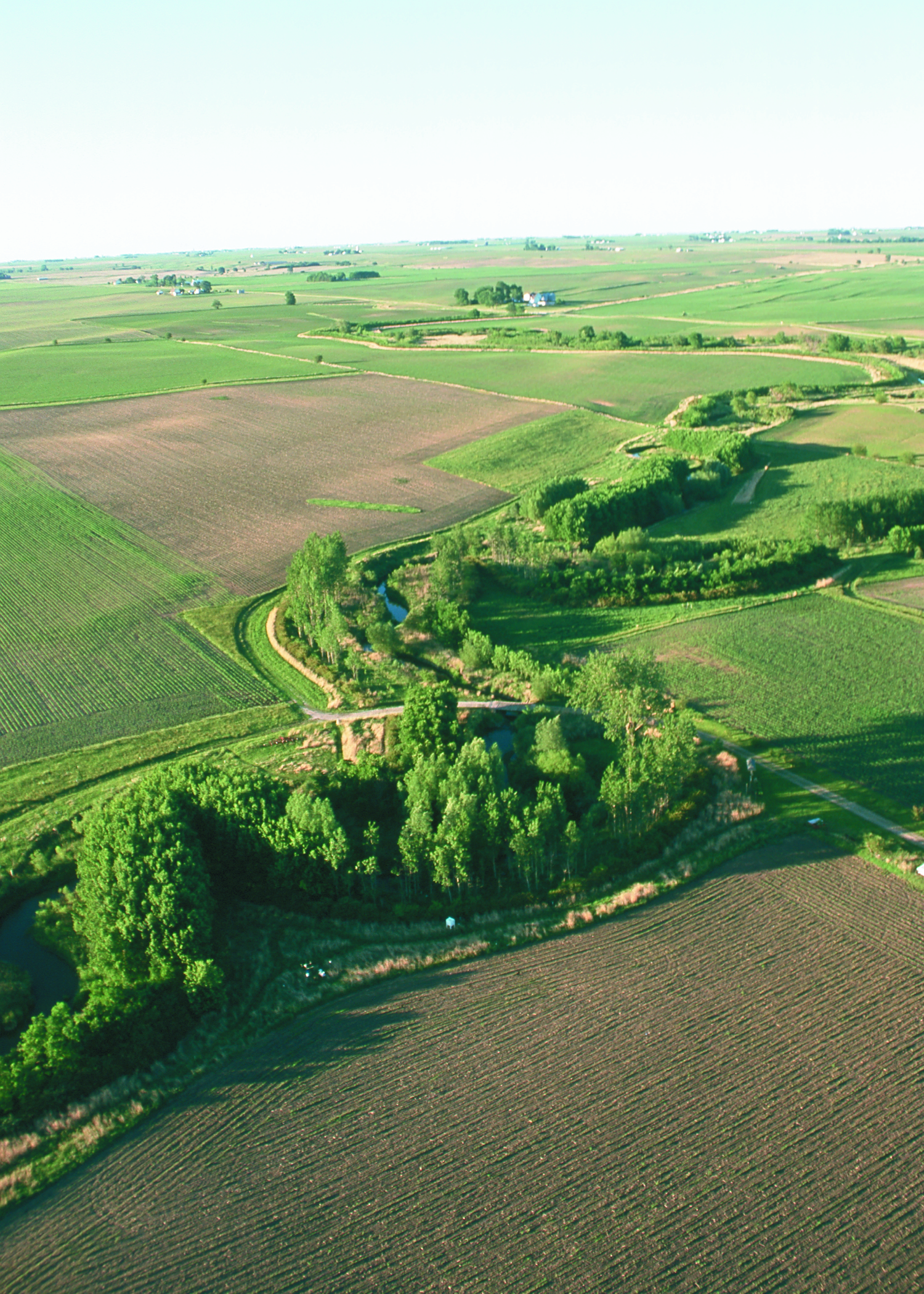
Múltiples hileras de árboles y arbustos, así como una franja de hierba nativa, se combinan en una zona de protección ribereña para proteger Bear Creek en el condado de Story, Iowa, Estados Unidos.

Las soluciones basadas en la naturaleza (NBS por sus siglas en inglés) son las que emplean características, procesos y elementos naturales para hacer frente a los desafíos socioambientales. Estos desafíos incluyen asuntos como el cambio climático, la  seguridad del suministro de agua, la contaminación del agua, la seguridad alimentaria, la salud humana, la pérdida de biodiversidad y la reducción del riesgo de desastres naturales.
La definición de las NBS de la Comisión Europea establece que están «inspiradas y respaldadas por la naturaleza, son rentables, brindan simultáneamente beneficios ambientales, sociales y económicos y ayudan a desarrollar la resiliencia. Tales soluciones traen más elementos y procesos naturales —y más diversos— a las ciudades, paisajes terrestres y marinos, a través de intervenciones sistémicas, eficientes en recursos y adaptadas localmente». En 2020 la definición de la CE se actualizó para resaltar aún más que «las soluciones basadas en la naturaleza deben favorecer la biodiversidad y respaldar los servicios del ecosistema».
Tras utilizar NBS, los ecosistemas saludables, resilientes y diversos que resultan (ya sean naturales, gestionados o creados) pueden beneficiar tanto a las sociedades humanas como a la biodiversidad. Los proyectos de investigación e innovación sobre NBS financiados por el Programa Marco de la UE deben responder a esta definición.
Por su parte, la Iniciativa de soluciones basadas en la naturaleza las define como «acciones que trabajan con la naturaleza y la mejoran para ayudar a las personas a adaptarse al cambio y los desastres». Esta definición tiene puntos cuestionables, porque "mejorar la naturaleza" corresponde a una visión antropocéntrica. Además unas NBS adecuadas no solo ayudan a las personas a adaptarse a los desastres, sino que incluso pueden prevenirlos.

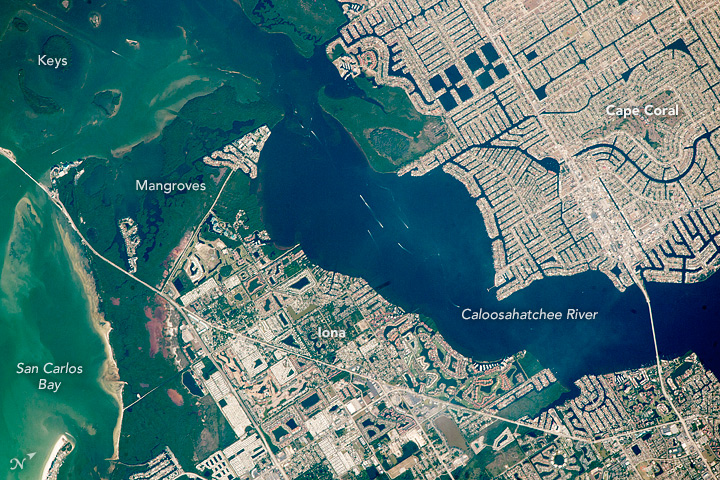
Los manglares protegen las costas contra la erosión (Cape Coral, Florida, Estados Unidos)

Por ejemplo, la restauración o protección de los manglares a lo largo de las costas utiliza una solución basada en la naturaleza para lograr varios objetivos. Los manglares moderan el impacto de las olas y el viento en los asentamientos costeros o ciudades y secuestran CO2. También proporcionan zonas de crianza para la vida marina que pueden ser la base para sustentar las pesquerías de las que pueden depender las poblaciones locales. Además, los manglares pueden ayudar a controlar la erosión costera resultante de la subida del nivel del mar. Del mismo modo, los techos o muros verdes son soluciones basadas en la naturaleza que se pueden aplicar en las ciudades para moderar el impacto de las altas temperaturas, captar aguas pluviales, reducir la contaminación y quitar dióxido de carbono de la atmósfera (mitigando así el calentamiento mundial, que está causado por los altos niveles de este gas en la atmósfera), al tiempo que mejoran la biodiversidad.

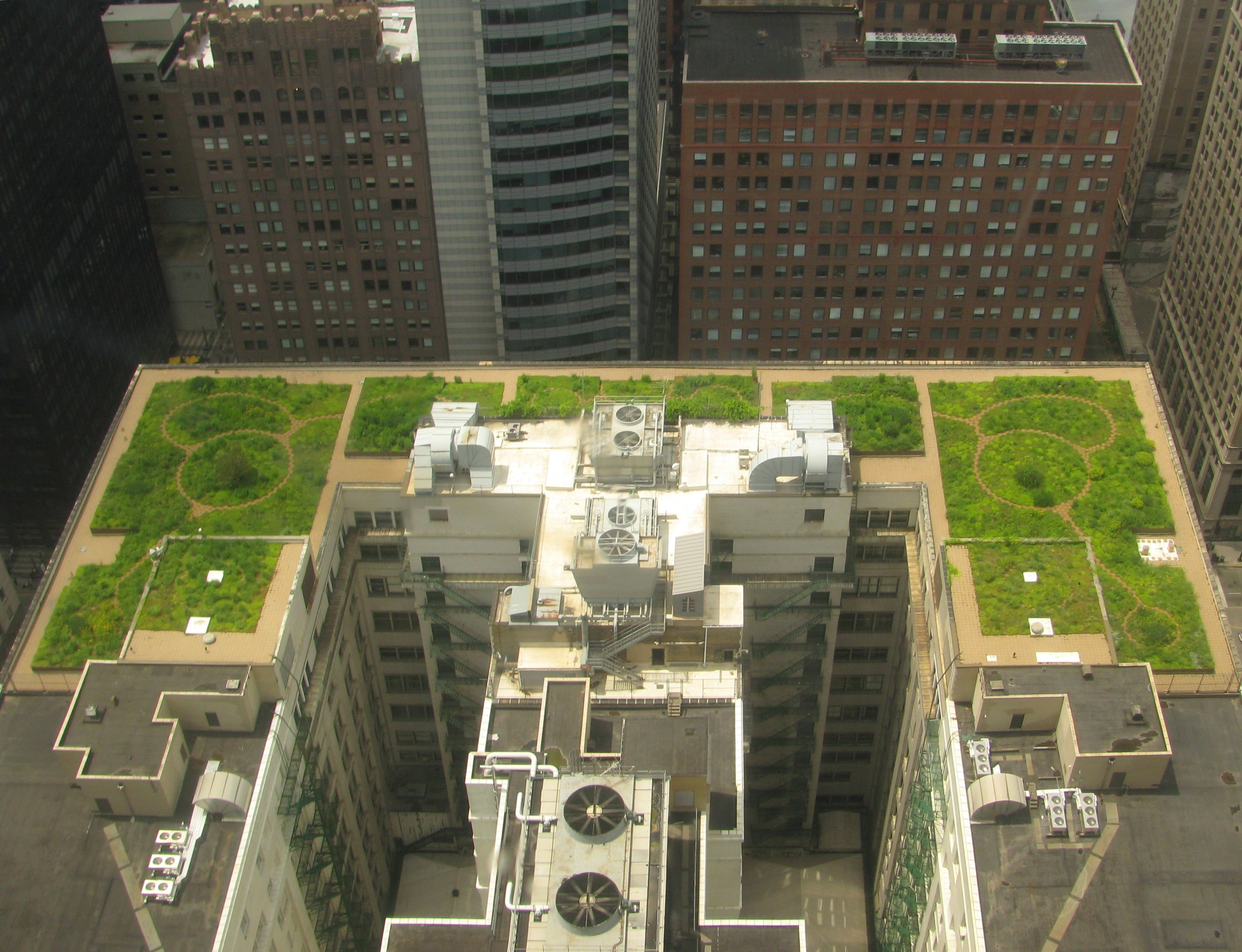
Techo verde del ayuntamiento de Chicago

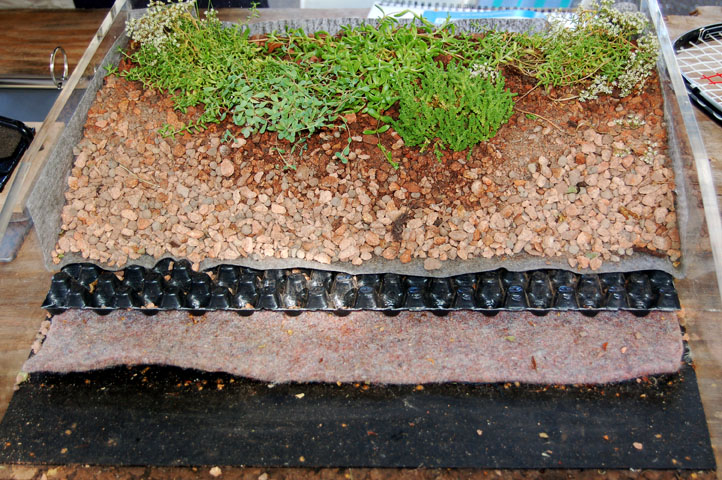
Ejemplo de construcción de un techo verde

Los enfoques de conservación y las iniciativas de gestión ambiental se han llevado a cabo durante décadas. Más recientemente, se ha avanzado en la mejor articulación de los beneficios que las soluciones basadas en la naturaleza pueden proporcionar para el bienestar humano. Aunque el marco del término continúa evolucionando, ya se pueden encontrar ejemplos de soluciones basadas en la naturaleza en todo el mundo.
Estudios recientes han propuesto formas de planear e introducir estas soluciones en áreas urbanas. A la vez, las NBS se incorporan cada vez más a las principales políticas y programas nacionales e internacionales (por ejemplo, política contra el cambio climático, leyes, inversiones en infraestructura y mecanismos de financiación), y la Comisión Europea les presta cada vez más atención desde 2013, como parte integral de la política de investigación e innovación de la UE. La ONU también ha tratado de difundir que estas soluciones existen y pueden ser preferibles a las convencionales: el tema del Día Mundial del Agua 2018 fue "Naturaleza para el agua", mientras que el Informe sobre el desarrollo de los recursos hídricos en el mundo de ONU-Agua que lo acompaña se tituló "Soluciones basadas en la naturaleza para el agua". Por su parte, la Cumbre de Acción Climática de la ONU de 2019 destacó las soluciones basadas en la naturaleza como un método eficaz para combatir el cambio climático y se creó una "Coalición de soluciones basadas en la naturaleza", que incluye a decenas de países, liderados por China y Nueva Zelanda.

## Antecedentes

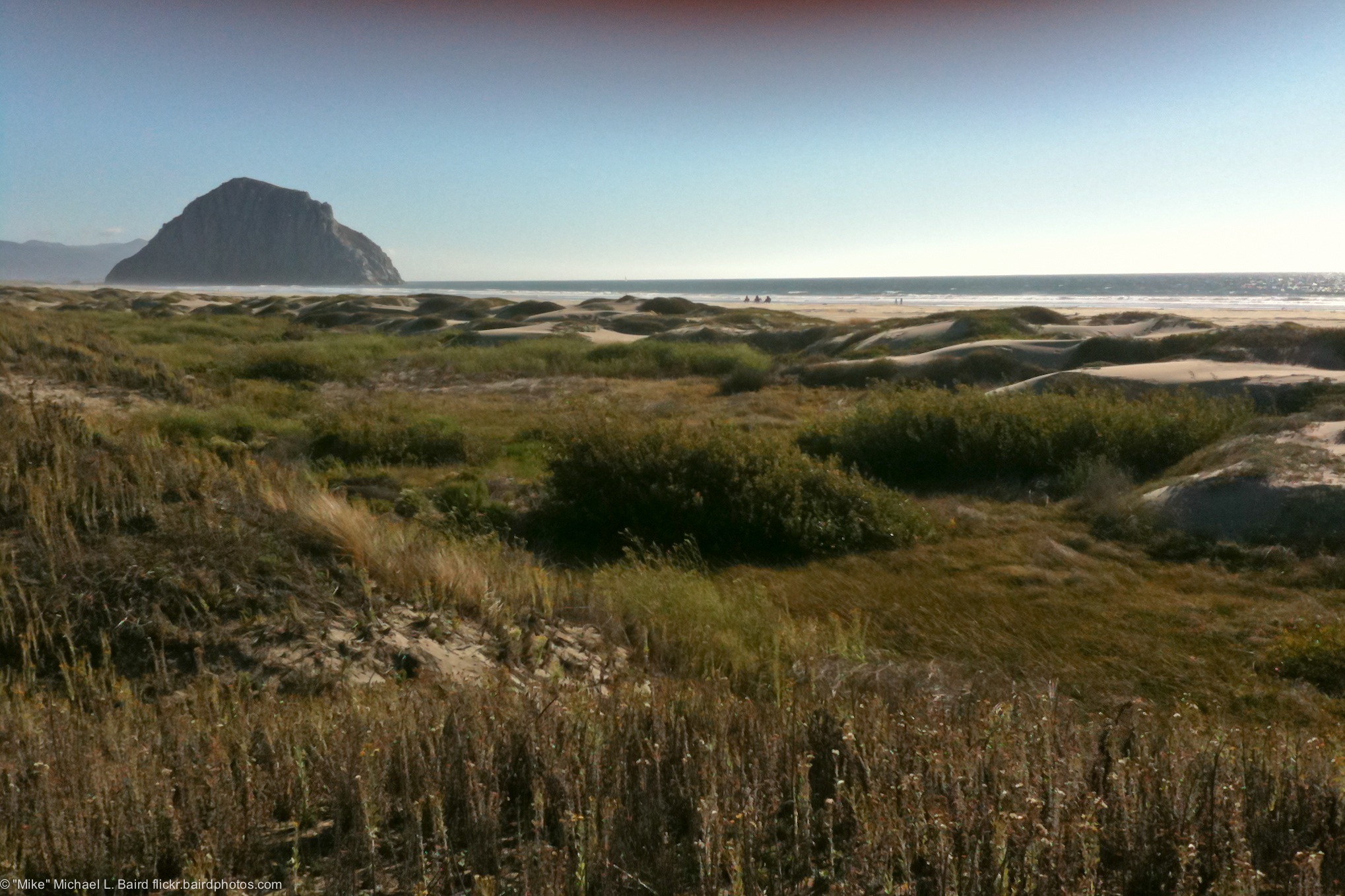
Protección del hábitat costero en la playa estatal Morro Strand en el condado de San Luis Obispo, California

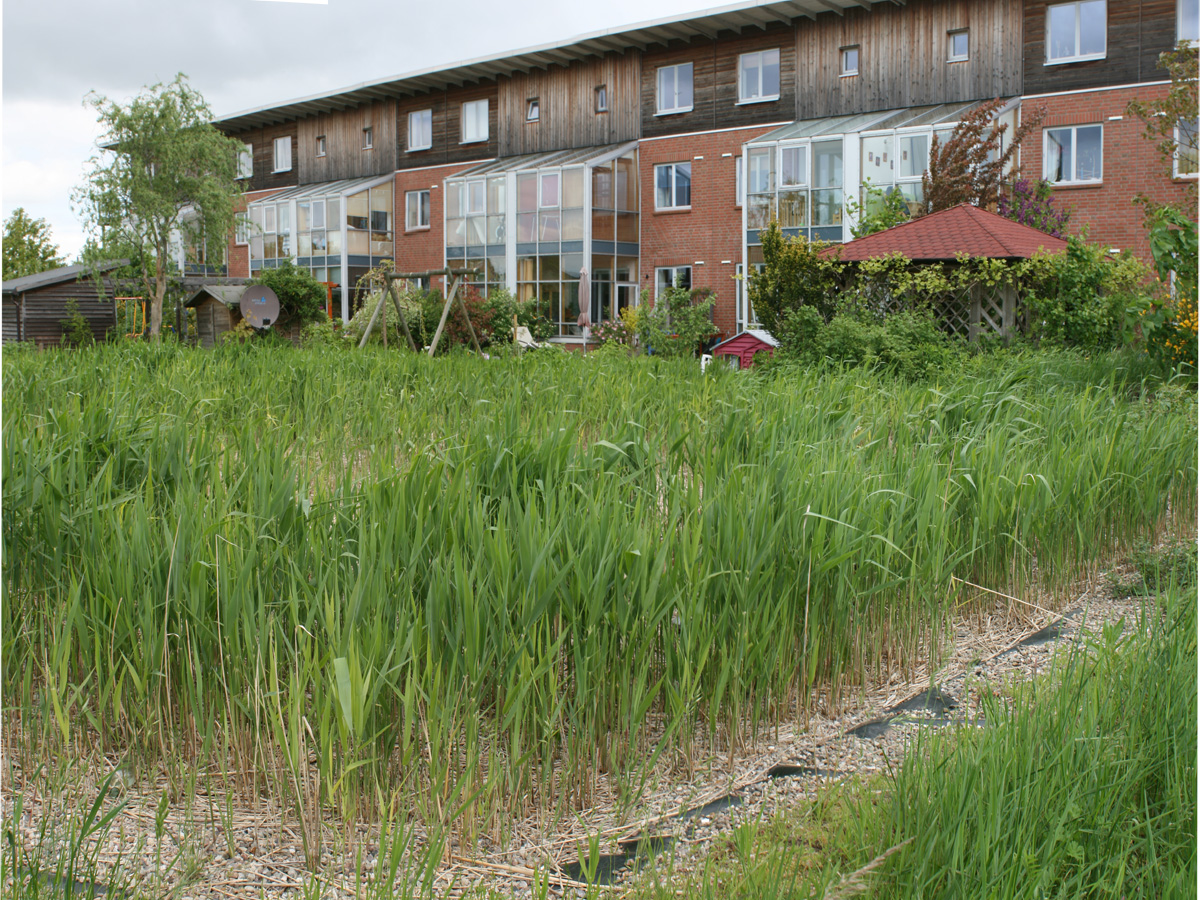
Humedal construido para la depuración de aguas residuales en una urbanización ecológica en Flintenbreite, Alemania

Las sociedades se enfrentan a desafíos como el cambio climático, la urbanización, la seguridad alimentaria, el suministro de recursos hídricos o el riesgo de desastres naturales. Un enfoque para responder a estos desafíos es confiar en estrategias tecnológicas. Un enfoque alternativo es gestionar de manera holística los sistemas socioecológicos para sostener, e incluso aumentar, la prestación de servicios del ecosistema a las poblaciones humanas. Con este segundo enfoque, las soluciones basadas en la naturaleza han sido presentadas recientemente por los técnicos, y poco después, por los formuladores de políticas.
Si bien los servicios de los ecosistemas a menudo se valoran en términos de beneficios para el bienestar humano y la economía de los ecosistemas ya existentes, las NBS exploran qué cambios se pueden hacer en esos ecosistemas (plantar o repoblar bosques, construir humedales, propiciar praderas marinas, etc.) paraː 
- proporcionar una mayor cantidad de servicios (por ejemplo más agua o más fijación de dióxido de carbono),
- o la misma cantidad pero a un coste menor (un estudio de la ciudad de Filadelfia halló que satisfacer una serie de necesidades urbanas mediante infraestructura verde costaría solo 1 200 millones de dólares, mientras que hacerlo con infraestructura tradicional elevaría la cifra a 6 000 millones),[13]
- o una mayor protección frente a desastres (por ejemplo inundaciones).

Las NBS van más allá de los principios tradicionales de conservación y gestión de la biodiversidad al introducir a las personas e integrar específicamente factores sociales como el bienestar humano, la reducción de la pobreza, el desarrollo socioeconómico y los principios de gobernanza.
Respecto a cuestiones hídricas, según el Informe sobre el desarrollo de los recursos hídricos en el mundo 2018 de ONU-Agua, las NBS pueden:
- Utilizar procesos naturales para mejorar la disponibilidad de agua (p. ej., retención de humedad del suelo, recarga de acuíferos)
- Mejorar la calidad del agua (p. ej., humedales naturales y humedales construidos para tratar aguas residuales; franjas de amortiguamiento ribereñas)
- Reducir los riesgos asociados a desastres relacionados con el agua y el cambio climático (p. ej., restauración de llanuras aluviales, techos verdes)

### Conceptos relacionados
En 2015, la red europea BiodivERsA destacó que las NBS se relacionan con conceptos como los enfoques ecosistémicos y la ingeniería ecológica.
Las NBS también se consideran fuertemente conectadas con ideas como la agricultura de sistemas naturales, las soluciones naturales, la adaptación al cambio climático basada en los ecosistemas y otros servicios de adaptación, la ingeniería biológica o bioingeniería y la infraestructura verde (también llamada infraestructura natural o infraestructura ecológica).
Por ejemplo, organizaciones como el Programa de las Naciones Unidas para el Medio Ambiente y organizaciones no gubernamentales como The Nature Conservancy promueven cada vez más enfoques basados en los ecosistemas para la adaptación al cambio climático y su mitigación. Estas organizaciones se refieren a «políticas y medidas que tienen en cuenta el rol de los servicios del ecosistema en la reducción de la vulnerabilidad de la sociedad al cambio climático, en un enfoque multisectorial y multiescalar».
De manera similar, el concepto de  ingeniería ecológica generalmente se refiere a «proteger, restaurar o modificar sistemas ecológicos para aumentar la cantidad, calidad o sostenibilidad de los servicios que brindan, o para construir nuevos sistemas ecológicos que brindan servicios que, si se proporcionaran a través de una ingeniería más convencional, se basarían en recursos no renovables».

### Definiciones
La Unión Internacional para la Conservación de la Naturaleza (UICN) define las NBS como acciones para proteger, gestionar de manera sostenible y restaurar ecosistemas naturales o modificados, que abordan los desafíos sociales de manera eficaz y adaptativa, brindando al mismo tiempo beneficios para el bienestar humano y la biodiversidad. Entre estos desafíos sociales pueden citarse el cambio climático, la seguridad alimentaria, los riesgos de desastres, la seguridad hídrica, el desarrollo social y económico o la salud humana.
Otros grupos europeos ven las NBS como un enfoque basado en la restauración y la infraestructura para proporcionar beneficios sociales, económicos y políticos. Otra perspectiva de las NBS es la de las soluciones que utilizan servicios ecológicos y ambientales para abordar los desafíos ambientales, sociales y económicos contemporáneos.

### Categorías
La UICN propone considerar las NBS como un concepto general. Las categorías y ejemplos de NBS según la UICN incluyen:
| Categoría de enfoques NBS                                          | Ejemplos |
| ------------------------------------------------------------------ | --- |
| Enfoques de restauración de ecosistemas                            | restauración ecológica; ingeniería ecológica; restauración del paisaje forestal                                                                                |
| Enfoques relacionados con el ecosistema para problemas específicos | adaptación basada en ecosistemas; mitigación basada en ecosistemas; servicios de adaptación climática; reducción del riesgo de desastres basada en ecosistemas |
| Enfoques relacionados con la infraestructura                       | infraestructura natural, verde o ecológica |
| Enfoques de gestión basados en ecosistemas                         | manejo integrado de zonas costeras; gestión integrada de recursos hídricos                                                                                     |
| Enfoques de protección de ecosistemas                              | enfoques de conservación basados en áreas, incluida la gestión de áreas protegidas                                                                             |

## Historia
Muchos pueblos indígenas tienen entre sus conocimientos tradicionales el importante papel que el medio ambiente desempeña en el bienestar humano, pero esta idea no entró en la literatura científica moderna hasta la década de 1970 con el concepto de servicios del ecosistema. El término "soluciones basadas en la naturaleza" fue presentado por profesionales a fines del período 2000-2010. Lo utilizaron organizaciones internacionales, como la Unión Internacional para la Conservación de la Naturaleza y el Banco Mundial, en el contexto de encontrar nuevas soluciones para mitigar el cambio climático y adaptarse a sus efectos trabajando con ecosistemas naturales en lugar de depender únicamente de intervenciones de ingeniería.
La UICN se refirió a las NBS en un documento de posición para la Convención Marco de las Naciones Unidas sobre el Cambio Climático. El término también fue adoptado por los políticos europeos, en particular por la Comisión Europea, en un informe que destaca que las NBS pueden ofrecer medios innovadores para crear puestos de trabajo y crecimiento como parte de una economía verde. El término comenzó a aparecer en los principales medios de comunicación en la época de la Cumbre de Acción Climática Global en California en septiembre de 2018.

## Tipos

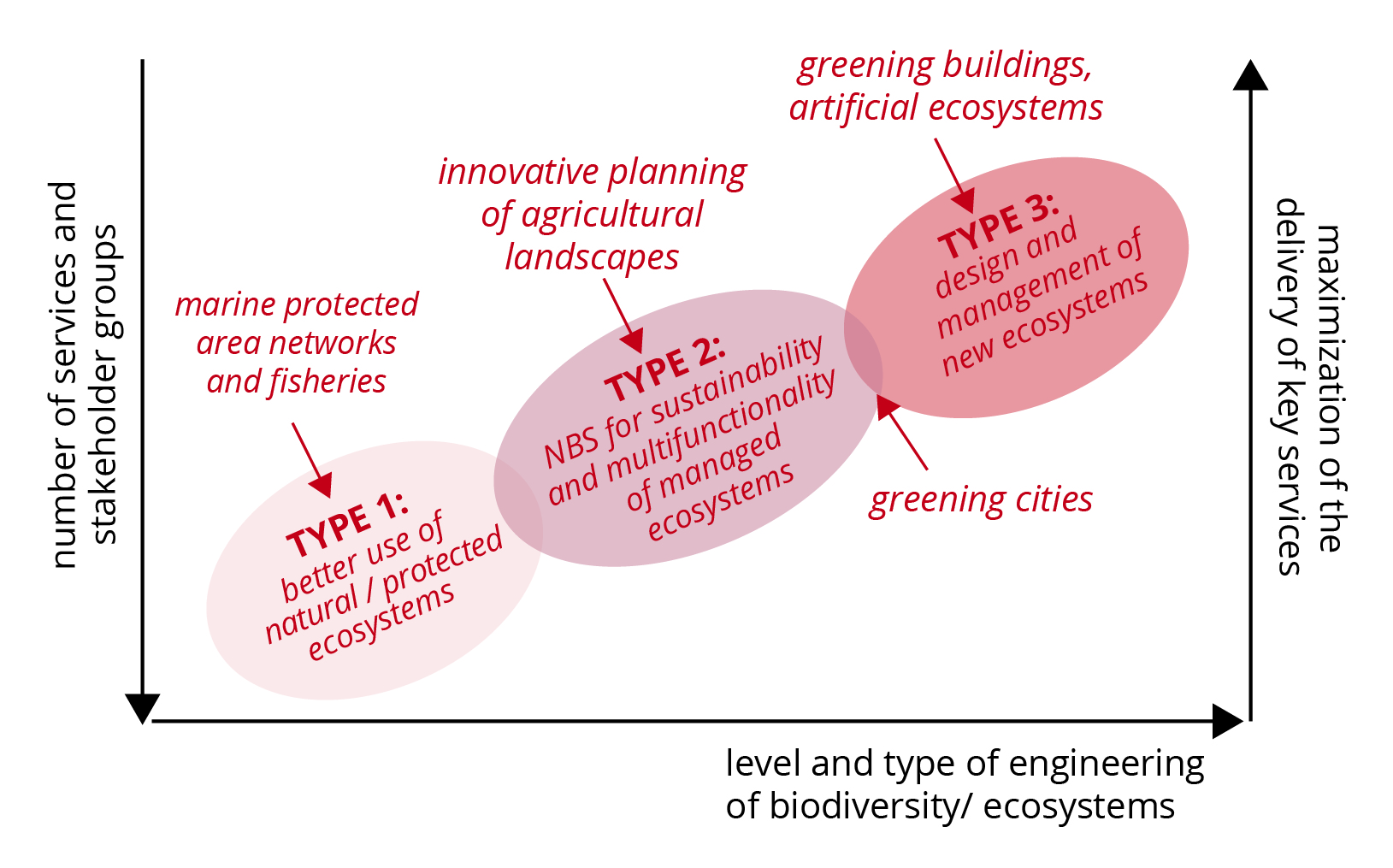
Tipos de soluciones basadas en la naturaleza

En 2014-2015, la red europea BiodivERsA movilizó a numerosos científicos, donantes de investigación y partes interesadas, proponiendo una tipología que caracteriza las NBS a lo largo de dos gradientes:
1. Cuánta ingeniería de la biodiversidad y los ecosistemas está involucrada en las NBS, y
2. Cuántos servicios del ecosistema y grupos de actores son el objetivo de una NBS determinada.

Esta tipología destaca que las NBS pueden implicar acciones muy diferentes sobre los ecosistemas (desde la protección hasta la gestión o incluso la creación de nuevos ecosistemas) y se basa en el supuesto de que, cuanto mayores sean los números de servicios y de grupos de interesados en ellos, menor será la capacidad para maximizar el suministro de cada servicio y satisfacer simultáneamente los deseos específicos de cada grupo. Se distinguen así 3 tipos de NBS:

### Tipo 1 – Intervención mínima en los ecosistemas
Las NBS de tipo 1 consisten en una intervención mínima o nula en los ecosistemas, con el objetivo de mantener o mejorar la entrega de una gama de servicios ambientales tanto dentro como fuera de estos ecosistemas conservados. Los ejemplos incluyen la protección de los manglares en las zonas costeras para limitar los riesgos asociados a las condiciones climáticas extremas y brindar beneficios y oportunidades a las poblaciones locales; y el establecimiento de áreas marinas protegidas para conservar la biodiversidad dentro de estas áreas mientras transmiten biomasa a los caladeros y favorecen la pesca. Este tipo de NBS está relacionado, por ejemplo, con el concepto de reservas de biosfera que incorporan áreas protegidas centrales para la conservación de la naturaleza, zonas de amortiguamiento y áreas de transición donde las personas viven y trabajan de manera sostenible.

### Tipo 2 – Algunas intervenciones en ecosistemas y paisajes
Las NBS de tipo 2 corresponden a enfoques de gestión que desarrollan ecosistemas y paisajes sostenibles y multifuncionales (gestionados extensiva o intensivamente). Este tipo de soluciones mejoran la entrega de servicios del ecosistema seleccionados, en comparación con lo que se obtendría mediante una intervención más convencional. Los ejemplos incluyen la planificación innovadora de los paisajes agrícolas para aumentar su multifuncionalidad; utilizar la agrobiodiversidad existente para aumentar la biodiversidad, la conectividad y la resiliencia en los paisajes; y enfoques para mejorar las especies de árboles y la diversidad genética para aumentar la resiliencia de los bosques ante eventos extremos. Este tipo de NBS está fuertemente relacionado con conceptos como agricultura de sistemas naturales, agroecología (diferente de la agricultura ecológica) y silvicultura orientada a la evolución.

### Tipo 3 – Manejo de ecosistemas de manera extensiva
Las NBS de tipo 3 consisten en la gestión de ecosistemas de formas muy amplias o incluso en la creación de nuevos ecosistemas (p. ej., ecosistemas artificiales con nuevos conjuntos de organismos para techos y paredes verdes para mitigar el calentamiento de la ciudad y limpiar el aire contaminado). El tipo 3 está vinculado a conceptos como infraestructuras verdes y azules y objetivos como la restauración de áreas muy degradadas o contaminadas o el reverdecimiento de las ciudades.
Los tipos 1 y 2 normalmente caerían dentro del marco de las NBS de la UICN, mientras que el tipo 2, y más el tipo 3, son a menudo puestos de ejemplo por la Unión Europea (UE) para convertir el capital natural en una fuente de crecimiento verde y desarrollo sostenible.

### Soluciones híbridas
Existen soluciones híbridas entre las basadas en la naturaleza y las convencionales. Por ejemplo podría considerarse conveniente mezclar áreas protegidas con otras gestionadas para cumplir con los objetivos de multifuncionalidad y sostenibilidad. De manera similar, un humedal artificial puede desarrollarse como una NBS de tipo 3 pero, cuando está bien establecido, puede conservarse y estudiarse como una solución de tipo 1. Ante una misma situación lo más probable es que no exista una única NBS adecuada, sino varias, con diferentes ventajas, inconvenientes, costes y rendimientos.

### Clases de NBS
Un amplio grupo de estrategias para utilizar los ecosistemas como una ayuda en la gestión de los desafíos ambientales recibe actualmente la denominación de NBS. En el pasado, estrategias dentro de este grupo han recibido otras denominaciones En el período 1970-1980, un enfoque popular en los EE. UU. fue el de las mejores prácticas de gestión (BMP por sus siglas en inglés, que no tienen nada que ver con la extensión de un determinado archivo de imagen que usa las mismas siglas) para usar la naturaleza como modelo para la infraestructura y el desarrollo, mientras que el Reino Unido tenía un modelo para la gestión de inundaciones llamado "sistemas sostenibles de drenaje". Otro marco, denominado "diseño urbano sensible al agua" (WSUD por sus siglas en inglés) salió de Australia en la década de 1990, mientras que el Desarrollo de Bajo Impacto (ambiental, LID por sus siglas en inglés) salió de los EE. UU. Finalmente, Nueva Zelanda reformuló el LID para crear el "desarrollo y diseño urbano de bajo impacto" (LIUDD por sus siglas en inglés), centrado en el uso de diversos actores. Luego, en el período 2000-2010, el hemisferio occidental adoptó en gran medida la "infraestructura verde" para la gestión de aguas pluviales, así como para mejorar las condiciones sociales, económicas y ambientales para la sostenibilidad.

## Objetivos y encuadre
El objetivo general de las NBS es claroː la gestión y el uso sostenibles de la naturaleza para hacer frente a los desafíos de la sociedad. Sin embargo, diferentes actores ven estas soluciones desde distintas perspectivas. Por ejemplo, la UICN las define como «acciones para proteger, gestionar de manera sostenible y restaurar ecosistemas naturales o modificados, que abordan los desafíos sociales de manera eficaz y adaptativa, al mismo tiempo que brindan bienestar humano y beneficios para la biodiversidad». Este marco pone la necesidad de ecosistemas bien administrados y restaurados en el núcleo de las NBS, con el objetivo general de «apoyar el logro de los objetivos de desarrollo de la sociedad y salvaguardar el bienestar humano de manera que refleje los valores culturales y sociales y mejore la resiliencia de ecosistemas, su capacidad de renovación y de prestación de servicios».
En el contexto del debate político en curso sobre el empleo y el crecimiento (principales impulsores de la agenda política actual de la UE), la Comisión Europea subraya que las NBS pueden transformar los desafíos medioambientales y sociales en oportunidades de innovación, convirtiendo el capital natural en una fuente de crecimiento verde y desarrollo sostenible.
Este es un marco algo más amplio del concepto, que coloca la economía y los activos sociales en el corazón de las NBS al mismo nivel que el mantenimiento de las condiciones ambientales. Comparte similitudes con la definición propuesta por Maes y Jacobs (2015), que describe las NBS como «cualquier transición a un uso de los servicios del ecosistema con menor aporte de capital natural no renovable y mayor inversión en procesos naturales renovables». Según esta definición, el desarrollo y la evaluación de las NBS abarca 3 requisitos básicos:
1. Disminución del uso de combustibles fósiles por unidad producida;
2. Reducción de los trade-off sistémicos y aumento de las sinergias entre servicios del ecosistema; y
3. Aumento de la mano de obra por unidad producida, y de los puestos de trabajo.

Dentro de esta definición, por lo tanto, la naturaleza se ve como una herramienta para inspirar soluciones más sistémicas a los problemas sociales.
Cualquiera que sea la definición utilizada, la promoción de la sostenibilidad y el papel cada vez mayor de los procesos naturales autosostenidos que dependen de la biodiversidad son características inherentes de las NBS. Es fácil demostrar a numerosos actores que estas soluciones son positivas, ya que generan beneficios ambientales, económicos y sociales. Como consecuencia, las NBS están ganando aceptación fuera de la comunidad conservacionista (p. ej., planificación urbana) y ahora están en camino de integrarse en políticas y programas (política de cambio climático, leyes, inversión en infraestructura y mecanismos de financiación), aunque todavía se enfrentan a muchas barreras y desafíos de aplicación.
Recientemente se ha explorado el potencial de las NBS para un cambio transformador hacia la sostenibilidad. Un estudio encontró que estas soluciones pueden impulsar cambios profundos hacia la sostenibilidad en los sistemas socioecológicos locales a través de una combinación de los valores de la naturaleza, el conocimiento, la participación comunitaria y la gestión sostenible. Se necesitan más estudios que evalúen las contribuciones de las NBS hacia el cambio transformador a escalas más amplias, por ejemplo, en relación con los límites planetarios.

## Ejemplos
Demostrar los beneficios de la naturaleza y los ecosistemas saludables, así como el retorno de la inversión que pueden ofrecer, es necesario no solo para aumentar el conocimiento de estas soluciones (mucha gente ni siquiera sabe que existen), sino también para brindar apoyo y orientación sobre cómo aplicarlas. Una gran cantidad de iniciativas en todo el mundo ya destacan la eficacia de los enfoques NBS para abordar una amplia gama de desafíos sociales.

### En todo el mundo
La siguiente tabla muestra ejemplos de todo el mundo:
| Instituciones ejecutoras                                                          | Desafíos sociales abordados                                   | Ubicación                                                                        | Tipos de ecosistemas                                  | Descripción | Enfoques NBS utilizados | Tipología SbN             | Fuente            |
| --------------------------------------------------------------------------------- | ------------------------------------------------------------- | -------------------------------------------------------------------------------- | ----------------------------------------------------- | --- | --- | ------------------------- | ----------------- |
| Autoridad de Recursos Naturales de Ruanda, Instituto de Recursos Mundiales y UICN | Seguridad alimentaria, seguridad hídrica, riesgo de desastres | Ruanda                                                                           | Bosque                                                | La restauración del paisaje forestal como prioridad nacional | Restauración del paisaje forestal, Restauración ecológica, Mitigación basada en ecosistemas                                                                                           | Intermedio Tipo 1/ Tipo 2 |                   |
| Wetlands International, Ambos ENDS, WWF y UICN                                    | Cambio climático, riesgo de desastres, seguridad alimentaria  | Indonesia, Sri Lanka, India, Tailandia y Malasia                                 | Costero                                               | Restauración del hábitat costero basado en la comunidad | Restauración ecológica (restauración del hábitat costero) | Tipo 1                    | [ 45 ]            |
| UICN y socios locales                                                             | Seguridad hídrica, riesgo de desastres                        | Guatemala y México                                                               | Rural, montaña, ecosistema de agua dulce, río, cuenca | Implementando la gobernanza del agua transfronteriza a través de la acción comunitaria basada en los ecosistemas en las cuencas del Tacana                                                                                | Infraestructura natural, Restauración ecológica, Paisaje forestal Restauración basada en ecosistemas Reducción del riesgo de desastres Mitigación o adaptación basadas en ecosistemas | Intermedio Tipo 1/Tipo 2  | [ 26 ]            |
| Comisión Europea, Universidad de Wageningen, Ecorys, ECNC, Grontmij, WWF          | Cambio climático                                              | República Checa, Hungría, Polonia, Rumania, Serbia, República Eslovaca y Ucrania | Montaña                                               | Evaluación integrada de la vulnerabilidad al cambio climático de los Cárpatos y medidas de adaptación basadas en ecosistemas                                                                                              | Gestión basada en ecosistemas | Tipo 2                    | Proyecto CARPIVIA |
| conservación natural                                                              | Cambio climático, seguridad alimentaria                       | América del norte                                                                | Rural                                                 | Estrategia integradora para reducir la vulnerabilidad de los ecosistemas agrícolas a la sequía y otros eventos extremos de precipitación                                                                                  | Gestión basada en ecosistemas | Tipo 2                    | [ 45 ]            |
| PNUMA; Secretaría del Programa Ambiental Regional del Pacífico                    | Cambio climático, riesgo de desastres                         | Oceanía (Fuji)                                                                   | Costero, urbano                                       | Un análisis comparativo de enfoques basados en ecosistemas y opciones de ingeniería para proteger Lami Town (Fuji) de tormentas severas                                                                                   | Restauración de ecosistemas e ingeniería ecológica | Tipo 1 y Tipo 2           | [ 45 ]            |
| Ayuntamiento de Barcelona; ciudad de Lisboa                                       | Cambio climático, salud humana                                | España; Portugal                                                                 | Urbano                                                | Desarrollar el plan de infraestructura verde y biodiversidad de Barcelona y Lisboa para mitigar el cambio climático y mejorar el bienestar                                                                                | Infraestructura verde | Intermedio Tipo 2/Tipo 3  |                   |
| Ciudad de Londres                                                                 | Cambio climático, salud humana                                | Londres                                                                          | Urbano                                                | Reverdecer los tejados de Londres para mitigar el cambio climático y mejorar la salud humana, al tiempo que aumenta la biodiversidad                                                                                      | Techos verdes | Tipo 3                    |                   |
| Centro Ambiental de Lancaster                                                     | Gestión de inundaciones                                       | Cumbria, Reino Unido                                                             | Llanura de inundación                                 | Implementar captaciones a diferentes escalas en cuencas de inundación junto con un software de modelado que permite a los observadores calcular el factor por el cual la llanura aluvial se expandió durante 2 tormentas. | Desviar los flujos de crecidas más altas hacia áreas ampliables de almacenamiento en el paisaje.                                                                                      | Tipo 2                    | [ 25 ]            |
| Gobierno Nacional Chino; Programa Ciudades Esponja                                | Cambio climático, riesgo de desastres, gestión alimentaria    | Porcelana                                                                        | Urbano                                                | Uso de infraestructura gris y verde en 30 ciudades chinas como una forma de gestionar las inundaciones pluviales y el riesgo de cambio climático después de la rápida urbanización.                                       | Infraestructura gris verde | Tipo 3                    | [ 24 ]            |

### India

#### Humedales del este de Calcuta
En 2018, The Hindu informó que los humedales del este de Calcuta, la instalación orgánica de tratamiento de aguas residuales más grande del mundo, se habían utilizado para limpiar orgánicamente las aguas residuales de Calcuta durante varias décadas mediante el uso de algas. Este sistema natural, en uso desde la década de 1930, fue descubierto por Dhrubajyoti Ghosh, ecólogo e ingeniero municipal en la década de 1970, mientras trabajaba en la región. Ghosh trabajó durante décadas para proteger los humedales. En Calcuta, una de las cinco ciudades más grandes de la India, las autoridades municipales bombeaban las aguas residuales en estanques poco profundos (bheris ). Bajo el calor del sol tropical, las algas proliferaban en estos bheris, convirtiendo las aguas residuales en agua limpia, que a su vez era utilizada por los aldeanos para cultivar arroz y verduras. Este sistema de casi 100 años trata 750 millones de litros de aguas residuales por día, proporcionando medios de subsistencia a 100.000 personas en los alrededores. Por su trabajo, Ghosh fue incluido en el Cuadro de Honor Global 500 de la ONU en 1990 y recibió el premio Luc Hoffmann en 2016.

## Aplicación práctica

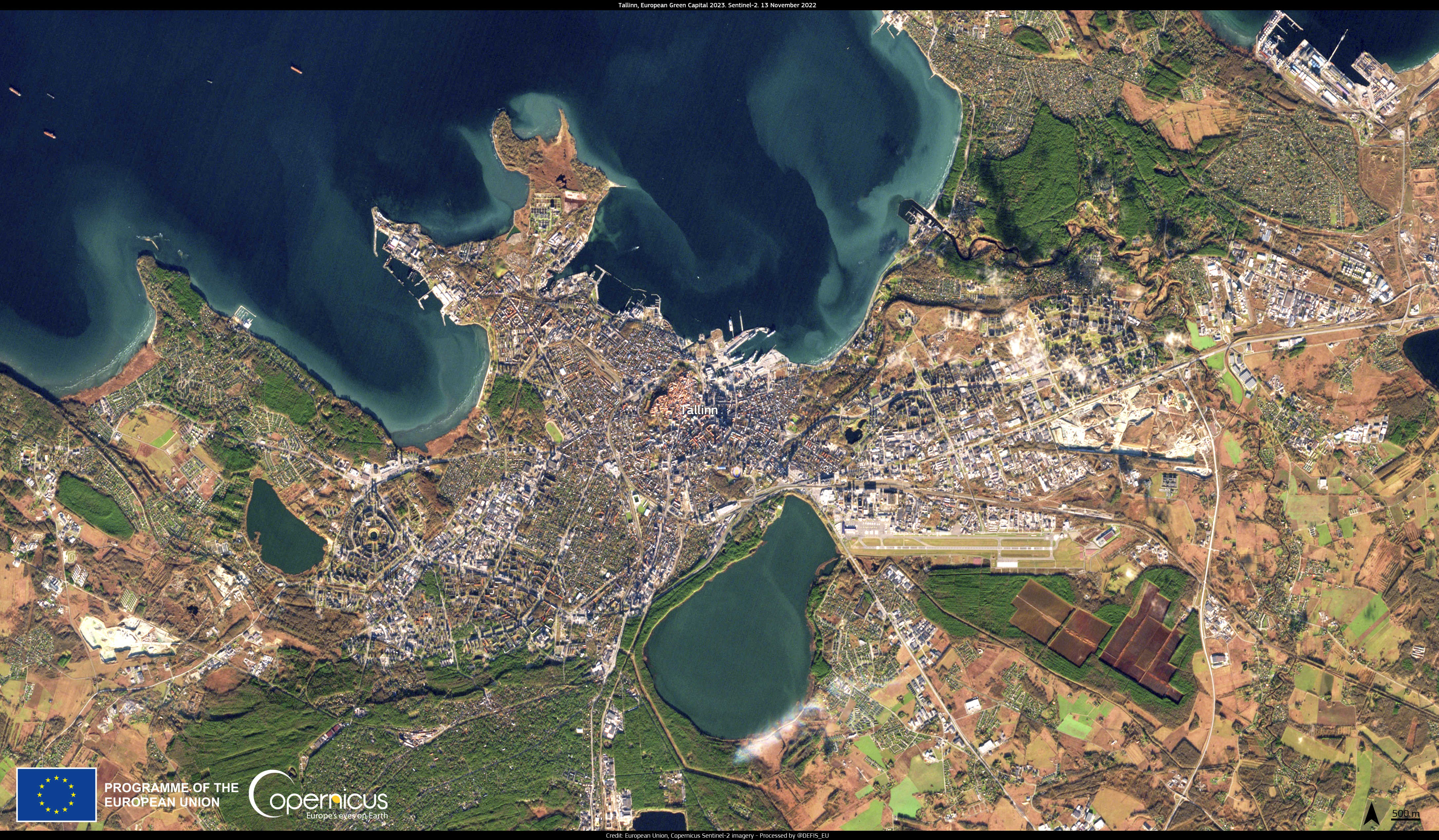
Tallin, la capital de Estonia, ha sido designada Capital Verde Europea 2023 en reconocimiento a sus esfuerzos por promover el transporte sostenible, la economía verde y la conservación del medio ambiente.

Actualmente no existe un estándar aceptado por el cual un organismo público, municipio o empresa privada pueda evaluar sistemáticamente la eficiencia, la eficacia y la sostenibilidad de una determinada solución basada en la naturaleza. Sin embargo, una serie de estudios e informes han propuesto principios y marcos para la aplicación eficaz de estas soluciones. Un principio fundamental, por ejemplo, es que las NBS buscan adoptar las normas de conservación de la naturaleza, no reemplazarlas.
Las NBS también están determinadas por los contextos naturales y culturales específicos de la zona en que se aplican, lo que incluye conocimientos tradicionales, locales y científicos. Los sistemas de información geográfica (SIG) se pueden utilizar como una herramienta de análisis para determinar los sitios en que una determinada NBS podría funcionar. Un SIG puede detallar las condiciones del sitio, como la inclinación de las pendiente, los cursos de agua o los usos del suelo. Los mapas resultantes a menudo se usan junto con mapas históricos de inundaciones para determinar la capacidad de almacenamiento de agua de inundación en sitios específicos, utilizando herramientas de modelado 3D. La comparación de mapas de idoneidad con imágenes digitales de Google Earth también se practica a menudo para garantizar que los mapas de idoneidad sean representativos de las condiciones reales. Las NBS se pueden aplicar aisladamente o junto a soluciones convencionales. Se utilizan a escala de paisaje.
Aplicar NBS supone desafíos políticos, económicos y científicos. En primer lugar, puede ser necesaria inversión del sector privado para complementar las fuentes tradicionales de capital, como la financiación pública o la filantropía. Por lo tanto, el desafío es proporcionar evidencias sólidas de que estas soluciones son viables y contribuyen al crecimiento económico y al empleo más que sus alternativas tradicionales. 
Múltiples estudios de casos ya han demostrado que las NBS son más viables económicamente que las infraestructuras tecnológicas convencionales. Además, requieren medidas como la adaptación de los esquemas de subsidios económicos y la creación de oportunidades para la financiación de la conservación de la naturaleza por nombrar algunas. De hecho, tales medidas serán necesarias para ampliar las intervenciones de NBS y fortalecer su impacto en la mitigación de los desafíos más apremiantes del mundo.

### Proyectos apoyados por la Unión Europea
Desde 2016, la UE ha apoyado una plataforma de diálogo de múltiples actores (ThinkNature) para promover el codiseño, la prueba y el despliegue de NBS mejoradas e innovadoras de manera integrada. La creación de dichas interfases ciencia-política-negocios-sociedad podría promover la adopción de las NBS en el mercado. El proyecto forma parte del programa de investigación e innovación Horizonte 2020 de la UE y tendrá una duración de 3 años. Hay un total de 17 socios internacionales involucrados, incluida la Universidad Técnica de Creta (líder del proyecto), la Universidad de Helsinki y BiodivERsA.
En 2017, como parte de la presidencia de Estonia del Consejo de la Unión Europea, el Ministerio de Medio Ambiente de Estonia y la Universidad de Tallin organizaron Esta una conferencia para fortalecer las sinergias entre varias iniciativas y programas recientes relacionados con las NBS lanzados por la Comisión Europea y los países miembros de la UE, centrándose en la política y la gobernanza de las NBS, la investigación y la innovación.

### Las NBS en el Acuerdo de París
El Acuerdo de París insta a todas las Partes a reconocer el papel de los ecosistemas en la prestación de servicios como el de los sumideros de carbono. El artículo 5.2 alienta a las Partes a adoptar la conservación y la gestión como herramientas para aumentar los elementos naturales que retiran dióxido de carbono de la atmósfera (por ejemplo, bosques) denominados "reservas de carbono" (carbon stocks) y el artículo 7.1 alienta a las Partes a desarrollar la resiliencia de los sistemas socioeconómicos y ecológicos a través de la diversificación económica y la gestión sostenible de los recursos naturales. El acuerdo hace referencia a la naturaleza (ecosistemas, recursos naturales, bosques) en 13 lugares distintos. Un análisis a fondo de todas las contribuciones determinadas a nivel nacional (NDC por sus siglas en inglés) enviadas a la Convención Marco de las Naciones Unidas sobre el Cambio Climático (CMNUCC) reveló que alrededor de 130 NDC, o el 65 % de los signatarios, se comprometen con soluciones basadas en la naturaleza en sus compromisos climáticos, lo que sugiere un amplio consenso sobre el papel de la naturaleza en ayudar a cumplir los objetivos contra cambio climático. Sin embargo, los compromisos de alto nivel rara vez se traducen en acciones sólidas y medibles sobre el terreno.

### Las NBS en la Cumbre de acción climática de la ONU de septiembre de 2019
En la Cumbre sobre la Acción Climática ONU de 2019, las soluciones basadas en la naturaleza fueron uno de los principales temas tratados y se consideraron un método eficaz para combatir el cambio climático. Se creó una "Coalición de soluciones basadas en la naturaleza", que incluye a decenas de países, encabezada por China y Nueva Zelanda.

## Eficacia de las NBS
Se elaboró un mapa sistemático mundial de resultados de uso de NBS para determinar e ilustrar su eficacia. Después de revisar 386 estudios de casos con programas de ordenador, el estudio encontró que las NBS eran tan eficaces como las estrategias tradicionales de manejo de inundaciones, si no más. El 66 % de los casos evaluados reportaron resultados ecológicos positivos, el 24 % no identificó un cambio en las condiciones ecológicas y menos del 1 % reportó impactos negativos. Además, las NBS siempre tuvieron mejores impactos sociales y de mitigación del cambio climático.
La evidencia recopilada de otros estudios de casos respalda estas afirmaciones en el sentido de que las NBS son eficacesː logran los objetivos deseados. Sin embargo, se advierte de que la infraestructura verde, habitual en las NBS, debe usarse junto con la infraestructura gris (denominación de la infraestructura tradicional, por componerse a menudo de hormigón o cemento). Usar solo infraestructura verde o solo infraestructura gris es menos eficaz que utilizar ambas a la vez, cada una de forma que produzca los mayores efectos.

### Advertencias de eficacia
Si bien las NBS son apropiadas para la gestión de inundaciones, se utilizan mayoritariamente en países desarrollados, lo que resulta en una falta de datos para muchas naciones de ingresos medios y bajos. En consecuencia, muchos ecosistemas y climas están excluidos de los estudios existentes, así como de los análisis de costes en estos lugares. Es necesario realizar más investigaciones en países en desarrollo para determinar la eficacia de las NBS en sus estándares climáticos, sociales y ecológicos.
Además es fundamental que las infraestructuras grises se sigan utilizando junto a las infraestructuras verdes. Múltiples estudios reconocen que, si bien las NBS son muy eficaces y en las simulaciones mejoran la resistencia a las inundaciones, no deben actuar solas, sino en coordinación con infraestructuras grises. Cuando las NBS se utilizan junto con la infraestructura gris, los beneficios trascienden la gestión de inundaciones y mejoran las condiciones sociales, aumentan el secuestro de carbono y preparan a las ciudades para la planificación de la resiliencia.